# Liste der Deutschen Meister im Ultratrail
Der Ultratrail ist eine Form des Langstreckenlaufs. Die Wettbewerbe finden auf nicht-asphaltierten Wegen und Pfaden mit Höhenunterschieden statt.
Der Wettbewerb fand erstmals im Jahr 2019 Aufnahme ins Programm offizieller Deutscher Leichtathletikmeisterschaften.
Rekorde werden in der Disziplin Ultratrail aufgrund der verschiedenen Streckenlängen und unterschiedlichen Streckenbeschaffenheiten nicht geführt.

## Deutsche Meister (DLV)
| Jahr | Ort                  | Datum         | Länge / Höhenmeter                             | Männer                                      | Zeit [h]                             | Frauen                                       | Zeit [h]                             |
| ---- | -------------------- | ------------- | ---------------------------------------------- | ------------------------------------------- | ------------------------------------ | -------------------------------------------- | ------------------------------------ |
| 2025 | Ebermannstadt        | 26. April     | 66 km / 2760 hm                                | Pierre-Emmanuel Alexandre (TV Schriesheim)  | 5:29:380                             | Beliana Hilbert (Ultratrailrunning Erlangen) | 6:26:370                             |
| 2024 | Reit im Winkl        | 5. Oktober    | 73 km / 3160 hm                                | Manuel Hartweg (LG Rülzheim)                | 6:47:550                             | Juliane Rößler (TG Viktoria Augsburg)        | 8:21:280                             |
| 2023 | Breitenbrunn/Erzgeb. | 24. Juni      | 74,5 km / 2120 hm                              | Daniel Greiner (SV Sömmerda)                | 6:06:530                             | Katrin Ochs (LG Filder)                      | 7:34:440                             |
| 2022 | Grainau              | 16. Juli      | 82 km / 3680 hm (aufwärts) / 3730 hm (abwärts) | Markus Mingo (TV Bad Kötzting)              | 8:34:370                             | Anna Hahner (SCC Berlin)                     | 9:59:060                             |
| 2021 | Suhl-Heinrichs       | 11. September | 64,9 km / 2491 hm                              | Alexander Dautel (LG Nord Berlin Ultrateam) | 5:44:22,7                            | Almut Dreßler (LG Nord Berlin Ultrateam)     | 6:37:12,1                            |
| 2020 | Ruhpolding           | 1. August     | 100 km / 4570 hm                               | wegen der COVID-19-Pandemie abgesagt        | wegen der COVID-19-Pandemie abgesagt | wegen der COVID-19-Pandemie abgesagt         | wegen der COVID-19-Pandemie abgesagt |
| 2019 | Reichweiler          | 8. Juni       | 78 km / 3000 hm                                | André Collet (Aachener TG)                  | 7:16:290                             | Pia Winkelblech (Landau Running Company)     | 8:37:150                             |

## Mannschaften: Deutsche Meister (DLV)
| Jahr | Ort                  | Datum         | Männer                                                                         | Zeit [h]                             | Frauen                                                               | Zeit [h]                             |
| ---- | -------------------- | ------------- | ------------------------------------------------------------------------------ | ------------------------------------ | -------------------------------------------------------------------- | ------------------------------------ |
| 2025 | Ebermannstadt        | 26. April     | DJK SC Vorra (Sven Starklauf, Daniel Sauer, Marius Schmidt)                    | 20:13:150                            | Landau Running Company (Anna Leidner, Silke Herrgen, Sonja Moser)    | 25:46:000                            |
| 2024 | Reit im Winkl        | 5. Oktober    | LAC Essingen (Lukas Schwella, Adrian Hüttl, Sebastian Haas)                    | 25:43:490                            | Landau Running Company (Silke Herrgen, Sonja Moser, Julia Keck)      | 31:28:160                            |
| 2023 | Breitenbrunn/Erzgeb. | 24. Juni      | LG Nord Berlin (Frank Merrbach, Enrico Wiessner, Alexander Dautel)             | 21:48:360                            | Landau Running Company (Iris Stern, Silke Herrgen, Julia Keck)       | 28:38:510                            |
| 2022 | Grainau              | 16. Juli      | LG Allgäu (Thomas Miksch, Gerald Blumrich, Andreas Brittain)                   | 36:40:220                            | kein Team am Start                                                   | kein Team am Start                   |
| 2021 | Suhl-Heinrichs       | 11. September | GutsMuths-Rennsteiglaufverein (Frank Wagner, Patrick Baumbach, Peter Schumann) | 19:33:17,4                           | Landau Running Company (Silke Herrgen, Katrin Herbrik, Silke Schütt) | 22:37:38,7                           |
| 2020 | Ruhpolding           | 1. August     | wegen der COVID-19-Pandemie abgesagt                                           | wegen der COVID-19-Pandemie abgesagt | wegen der COVID-19-Pandemie abgesagt                                 | wegen der COVID-19-Pandemie abgesagt |
| 2019 | Reichweiler          | 8. Juni       | LG Allgäu (Thomas Miksch, Bernhard Munz, Bernhard Epple)                       | 26:06:360                            | Landau Running Company (Pia Winkelblech, Silke Herrgen, Iris Stern)  | 29:22:440                            |